# Eugen Sandow
Eugen Sandow, nascut com a Friederich Wilhem Müller a Königsberg, actual Kaliningrad, el 2 d'abril de 1867 i mort el 14 d'octubre de 1925 a Londres), va ser un atleta d'origen prussià, a qui es considera el pare del culturisme modern, ja que va ser el primer a realitzar exhibicions en què mostrava la seva musculatura. Sandow pregonava un "ideal grec" pel que fa a les proporcions de les diferents parts del cos humà i va ser un dels primers a comercialitzar equips d'exercicis, com ara peses i politges.

## Primers anys de vida
Sandow es va convertir en un gran admirador de les estàtues de l'antiga Grècia i Roma quan el seu pare el va portar a Itàlia de petit. Destacava des de la seva adolescència per la fortalesa dels seus músculs i un desenvolupament perfecte i equilibrat. A l'edat de 19 anys, Sandow ja realitzava proeses de força en diferents espectacles. Emigrat a Anglaterra des dels 20 anys, es va donar a conèixer a Londres destruint en una nit la major part dels dinamòmetres de pagament que hi havia als carrers per provar la força (una obstinació molt popular de l'època). La commoció produïda entre els habitants de la capital de l'Imperi Britànic, es va manifestar de seguida en descobrir l'autor de la gesta, que immediatament va ser contractat pel llegendari Florenz Ziegfeld (productor teatral nord-americà) que presentà l'hèrcules alemany com l'home més fort del món, títol oficiós que va retenir en totes les ocasions. Mostrava una gran musculatura a través de la pell de lleopard que el recobria durant les seves actuacions teatrals i de circ, on exhibia els números clàssics de doblegar barres i ferradures, clavar claus a cops de puny, aixecar un grup de persones utilitzant un arnès sobre els ronyons, o elevar manuelles amb una sola mà. Sandow tenia una alçada d'1,72 metres i pesava 80 kg pràcticament exempts de greix, un nivell que no es va poder aconseguir en el regne del múscul fins a mig segle després.
Les seves gestes es realitzaven en teatres i circs. Sandow aprofitava la seva presència completa per impressionar als espectadors amb la simetria, el relleu i el desenvolupament del seu cos. Ziegfeld aviat es va adonar que l'audiència estava més impressionada per la musculatura de Sandow que pel pes que aixecava, així que Ziegfeld va fer que executés diferents postures en els espectacles juntament amb les demostracions de força amb barres. També va afegir d'altres demostracions, com trencar cadenes posades al pit de Sandow i algunes més. El noi aviat es va tornar una sensació i l'estrella principal de Ziegfeld.

## Mètodes de cultura física
La semblança del físic de Sandow amb els que presentaven les estàtues gregues i romanes no era casual. Acostumava a mesurar les estàtues de marbre en els museus i va ajudar a desenvolupar l'"Ideal Grec" com una fórmula per un físic perfecte. Va construir el seu físic seguint exactament aquestes proporcions, i a causa d'això és considerat el pare del culturisme modern, ja que va ser un dels primers atletes a desenvolupar intencionadament la seva musculatura cap a unes dimensions predeterminades. Els exercicis que va utilitzar per aconseguir el seu físic es poden trobar en el seu llibre "El sistema d'entrenament físic de Sandow".

## Curtmetratges
El 1894, Sandow va aparèixer en un curtmetratge dels Estudis Edison. En aquesta pel·lícula es veu només una part d'un show i s'hi pot veure en Sandow mostrant els seus músculs. També el 1894 apareixia en una altra que va formar part de la primera pel·lícula comercial exhibida en la història.

## La primera competició de culturisme
El 14 setembre 1901 seria un dia històric per al culturisme, Eugen Sandow va presentar la que va anomenar simplement "La Gran Competició", aquesta seria la primera competició de culturisme que va veure el món. L'organització de "La gran competició" va tenir una preparació de tres anys. El juliol del 1898, el primer número de la "Revista Sandow" anunciava que el certamen estaria obert a tots els alumnes dels seus cursos al Regne Unit. El seu propòsit era el d'oferir "incentius a tots aquells que estan desitjosos de perfeccionar els seus cossos". Els temptadors premis eren 1.000 lliures esterlines xifra molt substanciosa per a l'època i l'home a qui els jutges consideressin com el cos més perfecte desenvolupat, rebria una escultura d'or massís que representava el mateix Sandow, el segon obtindria una escultura de plata i el tercer una de bronze.
Quan es va publicar el primer anunci del certamen, van començar a ploure peticions per presentar-se. El primer que va fer Sandow va ser realitzar un sistema correcte d'eliminació, per a això va organitzar una sèrie de concursos en cadascuna de les regions del Regne Unit, les quals ell mateix supervisava; els tres vencedors anirien a la final. Des del principi Sandow notificava que per guanyar no era necessari ser enorme. Va posar una llista de cinc condicions, la suma donaria el triomf al que aconseguís més punts. La primera era el desenvolupament general, la segona, l'equilibri d'aquest desenvolupament, la tercera, la condició i el to dels teixits, la quarta, la salut general, i la cinquena la condició de la pell.
Després de tres anys de campionats regionals, el dia escollit per a la Gran Competició va ser el 14 de setembre de 1901. Es va fer publicitat per tot Londres. Per a la seva celebració es va escollir el Royal Albert Hall de Londres, un enorme edifici que era el més gran de la ciutat.
En la tarda del certamen van aparèixer per allí milers de cotxes de cavalls de lloguer, i els pocs autobusos i automòbils que llavors hi havia. La capacitat del local era de 15.000 persones, i no només era ple absolutament, sinó que gairebé el mateix nombre es van quedar sense entrar. Però el mes de setembre de 1901, no era el moment més adequat per celebrar un espectacle públic a Gran Bretanya. Anglaterra estava enmig de la guerra dels bòers, un terrible conflicte a Sud-àfrica. I encara hi havien pitjors notícies que acabaven d'arribar des dels Estats Units aquest mateix dia: el president dels Estats Units William McKinley acabava de ser assassinat d'un tret.
Però Sandow va saber treure partit a l'adversitat. Generosament, donà tots els beneficis de la Competició a la "Casa d'Ajuda per a la Guerra del Transvaal". Això va ser un veritable gest, ja que les despeses havien estat considerables. A més va donar a la competició un aire de legitimitat, ja que aquells que la van veure van poder afirmar "que s'havia ajudat a la causa de l'educació física, alhora que augmentaven els fons de la més meritòria caritat", com Sandow va assegurar patriòticament. A les 20 h, la banda de la Guàrdia Irlandesa va començar a tocar "la Marxa Fúnebre" de Chopin, com a tribut al president estatunidenc assassinat. Immediatament, tota l'audiència es va posar en peu. Hi havia nombrosos espectadors americans i es va dir que tots ells van ser "favorablement sorpresos per l'afecte i la conducta solemne de tots els que l'envoltaven".
Després d'això hi va haver diverses exhibicions atlètiques: lluita, gimnàstica, control muscular, esgrima i fins i tot una desfilada de 50 orfes de l'asil de Watford. Al final la banda de música va tocar una composició del mateix Sandow, "La marxa dels atletes", al so de la qual van començar a desfilar els 60 competidors. La majoria d'ells tenien un bon aspecte, encara que les robes que els van fer vestir els prenien part de la seva presència: mitges negres, cinturó negre i una pell de lleopard. No obstant això, ningú va riure, ja que aquells atletes representaven la flor i nata del culturisme britànic.
Sandow va poder escollir com a jutges dos dels homes més respectats d'Anglaterra. Un era el famós escultor i atleta aficionat Sir Charles Lawes i l'altre era el superpopular creador de Sherlock Holmes, Arthur Conan Doyle. El fet que cap dels dos homes fos culturista no semblava importar. El que els faltava en coneixement ho polien amb el prestigi que donarien a la competició i l'esport. Quan va començar el certamen, els jutges van començar a recórrer molt lentament les files d'homes, aturant-se aquí i allà fins a escollir els dotze finalistes. Llavors es va fer una pausa. Quan l'espectacle va començar de nou, va venir el torn de Sandow, que es va posar al mig de la pista i va començar a realitzar els actes que l'havien fet famós: va posar, va trencar una baralla en dues parts, aixecà pesos i va impressionar l'audiència amb la seva força i la seva gràcia. Els espectadors van demostrar la seva apreciació ovacionant durant cinc minuts seguits.
Quan va acabar Sandow, va arribar el moment del judici final: cadascun dels dotze homes es va disposar a posar sobre un pedestal separat i exhibir, grup a grup, els seus músculs. La cura dels jutges va ser impressionant, ni tan sols es van deixar de considerar aspectes com les mans i els genolls. Al final, van ser seleccionats tres vencedors, el primer William Murray, el segon Sr Cooper i A. C. Smythe el tercer. El guanyador va ser coronat sota els sons de la marxa, "Vegem l'Heroi Conqueridor" i la primera competició mundial de Culturisme acabà triomfalment. Sandow havia aconseguit el que semblava impossible. Fins i tot el respectable diari de Londres, The Times, n'informà molt favorablement tot i que, avisant als seus lectors que "en alguns casos, el desenvolupament dels músculs sembla anormal", qüestionant si el sistema de Sandow podria ser beneficiós per a tot el món, ja que produïa "tan extraordinàries desviacions musculars". Els beneficis de la competició es van destinar íntegrament per a obres de caritat. La gent va respondre amb entusiasme, perquè s'havien adonat que el vigor i la salut dels britànics decreixien a poc a poc, ja que, de fet molts reclutes no eren admesos en l'exèrcit. Sandow va oferir als anglesos, salut, vitalitat i cossos forts.

## Carrera i vida personal
Sandow feia presentacions per tot Europa, i va anar als Estats Units a actuar en l'Exposició mundial de Columbia a Chicago. Se'l veia en una caixa negra de vellut amb el cos cobert de pols blanca per assemblar-se encara més a una estàtua de marbre viva. Va escriure diversos llibres de culturisme i nutrició, i predicà que un estil de vida sa era una cosa tan important com tenir una ment clara. Sandow es va casar amb Blanche Brooks i va tenir dues filles. Constantment estava en companyia d'altres dones que fins i tot pagaven diners per tocar els seus músculs flexionats entre bastidors després de les seves actuacions.
Sandow va ser autor de 5 llibres: El sistema d'entrenament físic de Sandow, Força i com obtenir-la, L'Evangeli de la Força, Culturisme i La construcció i reconstrucció del cos humà. També tenia un curs d'instrucció física per correu i un negoci d'equipament per a gimnàstica, a més de ser l'inventor d'un sistema d'entrenament que utilitzava una mancuerna carregada amb molles i bandes elàstiques. La seva fama va ser decisiva per popularitzar l'equipament d'entrenament a casa. També va produir els Cigars Sandow, El "Cacau de força i Salut" de Sandow i la revista Sandow dedicada a la cultura física. Va obrir un estudi de Cultura Física a Londres, un dels primers clubs en contrast als "suats" gimnasos que ja existien, i que va fer atractiu l'exercici a totes les classes socials. Amb Europa conquerida, es va preparar a conquerir el món amb les seves idees de "Salut per a tothom a través del culturisme".
Abans de començar la Primera Guerra Mundial, Sandow s'havia convertit en un home molt ric, que vivia en una gran mansió de Londres, gaudia de tota mena de béns i serveis. Viatjà diverses vegades als Estats Units, treballant al circ Barnum i a les famoses "Ziegfeld Follies".
Era amic de gent com el rei Jordi V d'Anglaterra, Thomas Edison i Arthur Conan Doyle (creador de Sherlock Holmes). L'actor Nat Pendleton va representar el paper de Sandow a la pel·lícula "El Gran Ziegfeld", de 1936.

## Mort
Va morir a Londres el 14 d'octubre de 1925. Va sorgir una història oficiosa de la seva mort que afirmava que va morir prematurament a l'edat de 58 anys d'un atac, just després d'empènyer el seu cotxe fora del fang en què estava encallat. Una altra que va morir precisament en una de les seves exhibicions. I una tercera història indica que la veritable causa de la seva mort va estar relacionada amb complicacions amb la sífilis. Va ser enterrat en una tomba sense làpida per desig de la seva esposa Blanche al cementiri Putney Val a prop de Londres. El 2002, una pedra gravada amb una placa de marbre blanc va ser afegida a la tomba per l'autor Thomas Manly, admirador de Sandow. La inscripció en lletres d'or deia: Eugen Sandow, 1867-1925 el Pare del Culturisme. El 2008 la tomba va ser comprada per Chris Davies que és rebesnet de Sandow. La làpida que va col·locar Thomas Manly a la tomba de Sandow va ser retirada en l'aniversari del naixement de Sandow, el passat 2 d'abril de 2008. La nova làpida simplement té inscrit "Sandow" en vertical com en els ornaments funeraris de la Grècia antiga coneguts com a "Deixants".

## Llegat
Durant els primers dotze anys d'existència de la competència Mr Olympia, els trofeus havien estat premis barrocs de coure daurat, com ara la corona que es va atorgar a Larry Scott, torres enormes, eren trofeus enormes però no memorables. Tot això estava destinat a canviar el 1977, quan per a honorar la memòria i com a reconeixement a la contribució al culturisme de Sandow, Joe Weider, l'immortalitzaria en l'estatueta de bronze que es lliura des de llavors el vencedor del Mr Olympia. L'autor d'aquesta estatueta és Frederick Pomeroy i és coneguda simplement com a "El Sandow".
Una biografia titulada Sandow el magnífic - Eugen Sandow i els inicis del Culturisme va ser escrita per David L. Chapman el 1994.
El novembre de 2008 està previst que una pel·lícula anomenada "Buscant a Sandow" (Search for Sandow) sigui presentada en festivals de cinema documental de tot el món.

## Llibres
- El sistema d'entrenament físic de Sandow (1894)
- Força i com obtenir-la (1897)
- L'Evangeli de la Força (1902)
- Culturisme (1904)
- La construcció i reconstrucció del cos humà (1907)

## Galeria d'imatges

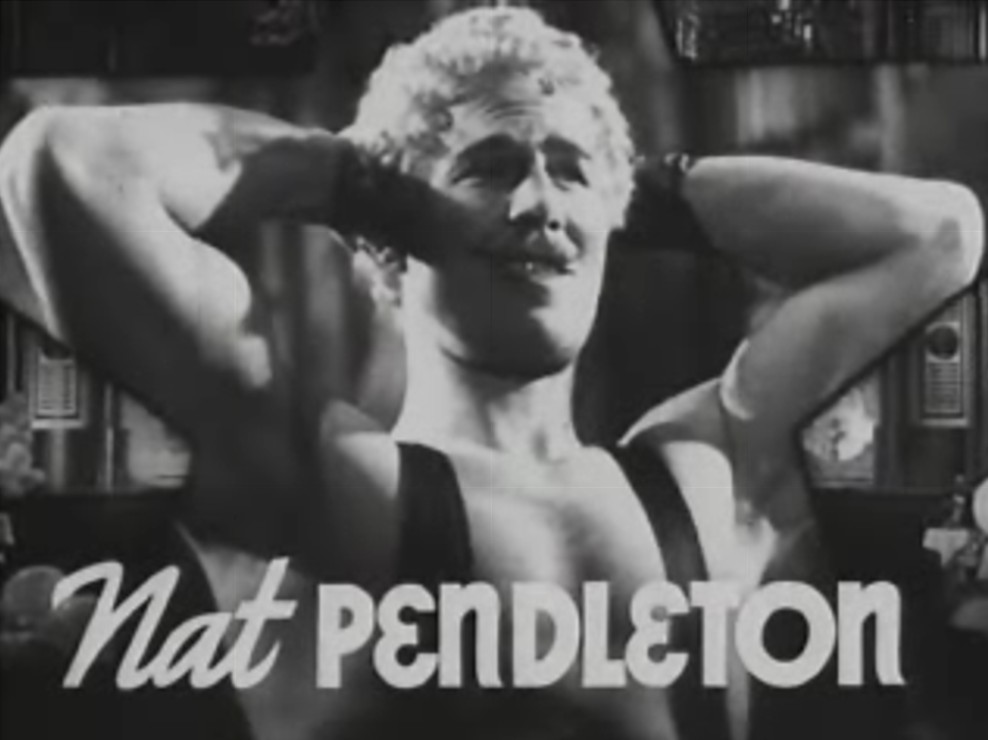
Retallada de pantalla de Nat Pendleton com a Eugen Sandow des del tràiler d'"El gran Ziegfeld"
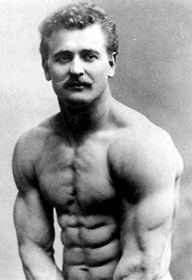
Eugen Sandow
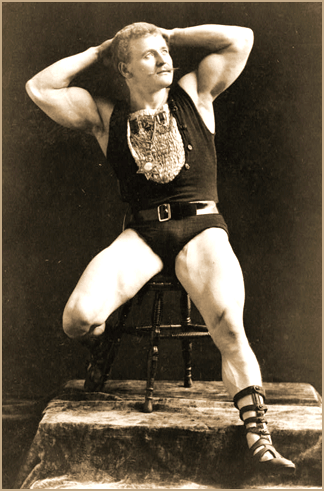
Eugen Sandow
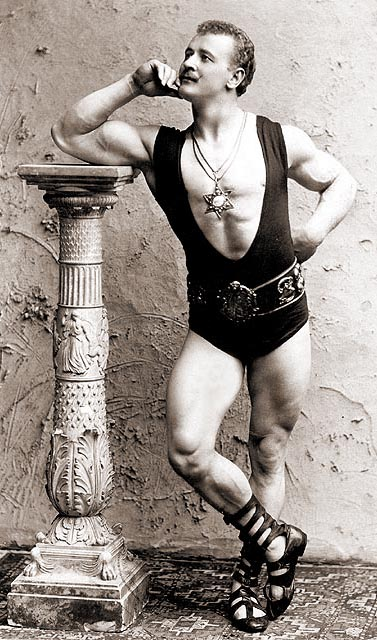
Eugen Sandow
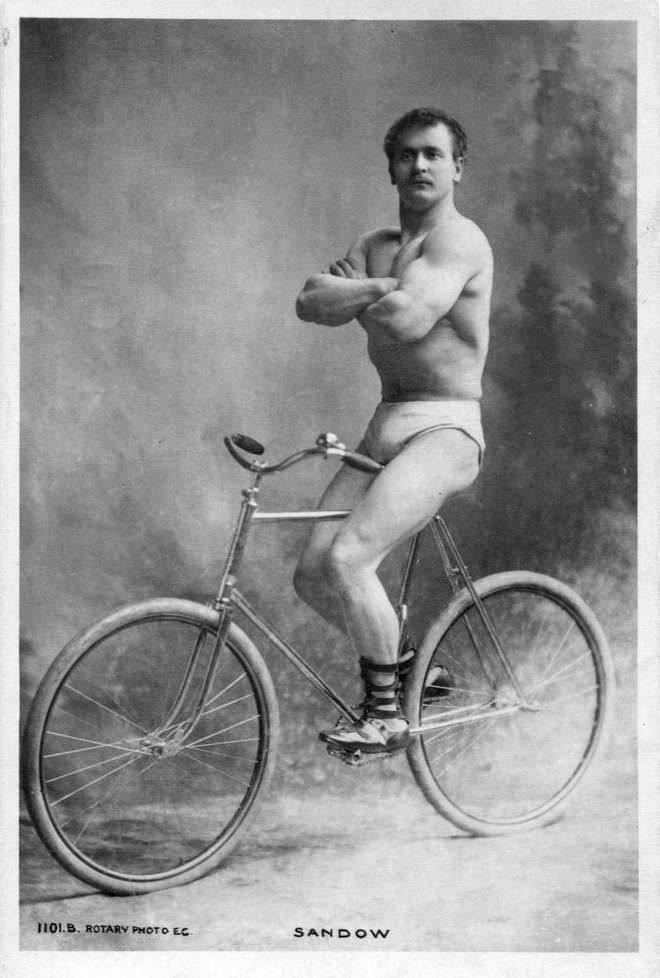
Eugen Sandow
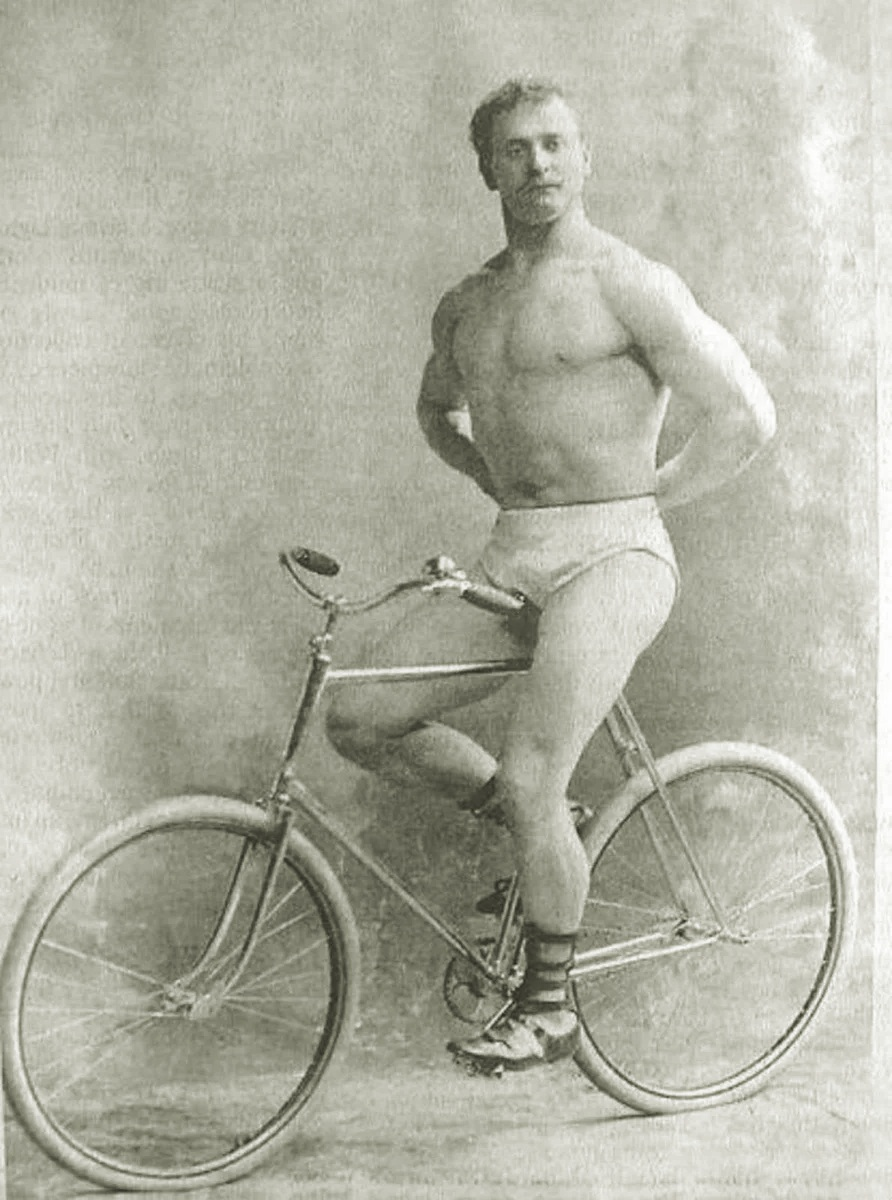
Sandow
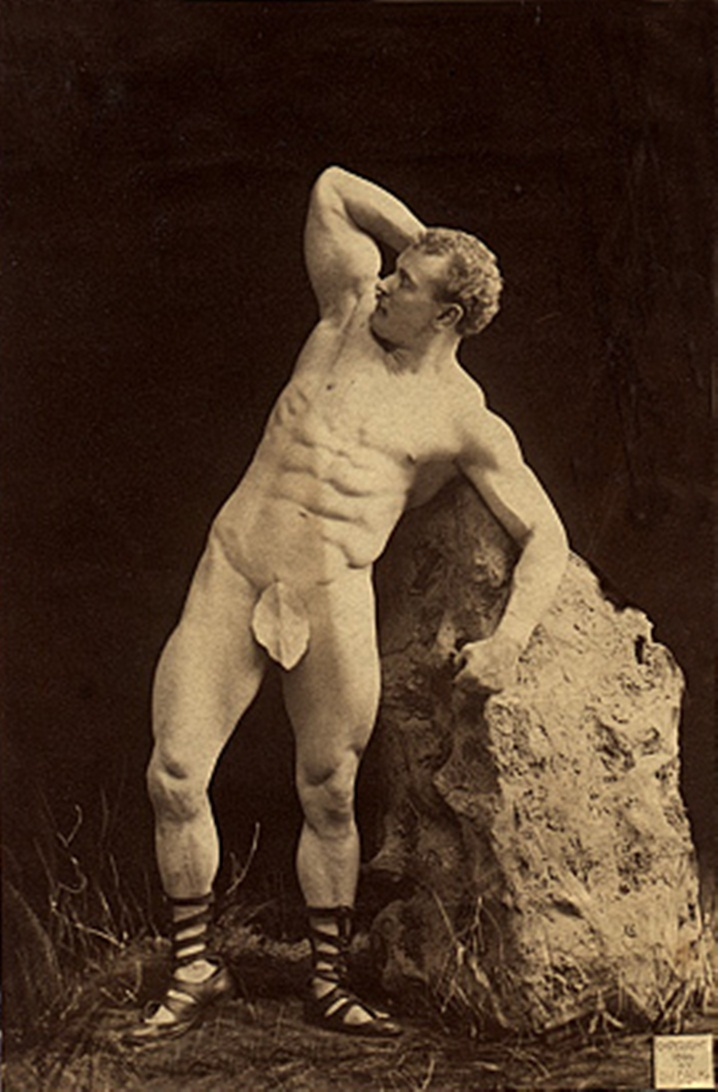
Sandow
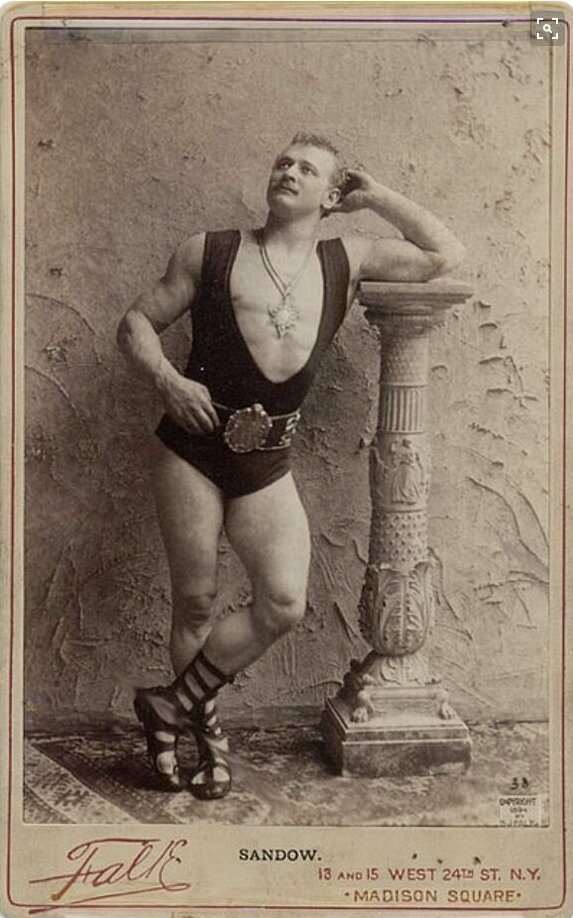
Sandow
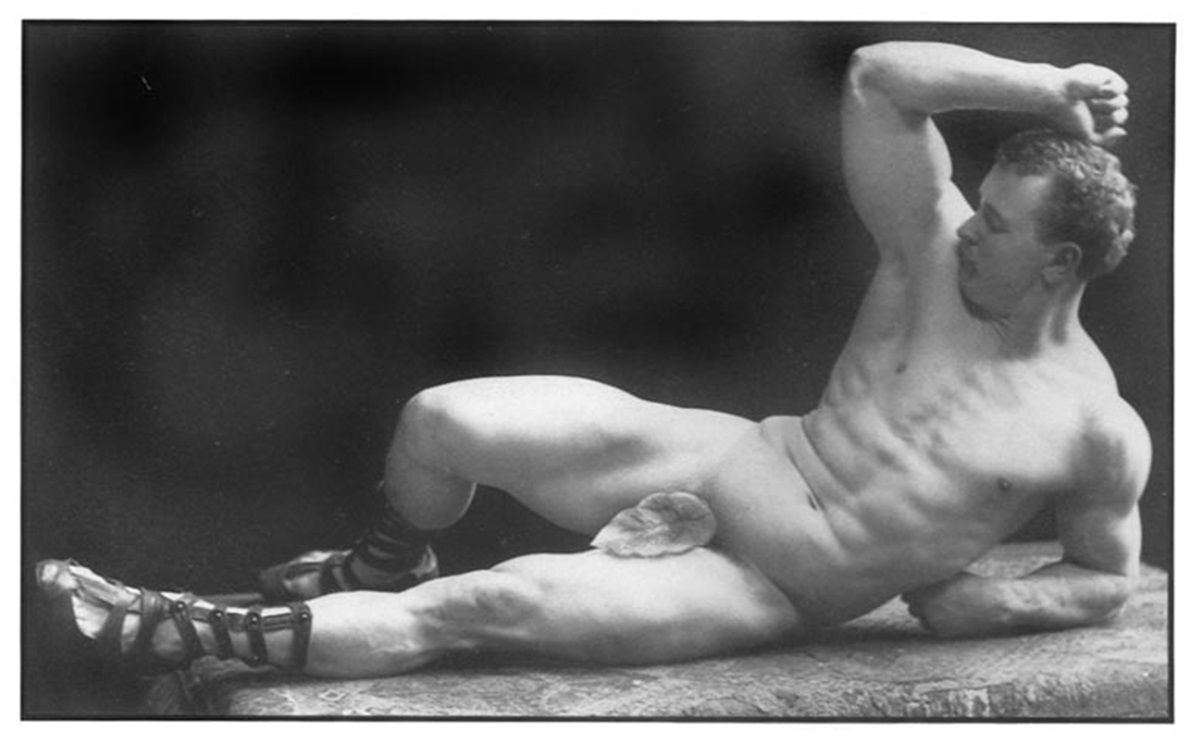
Sandow
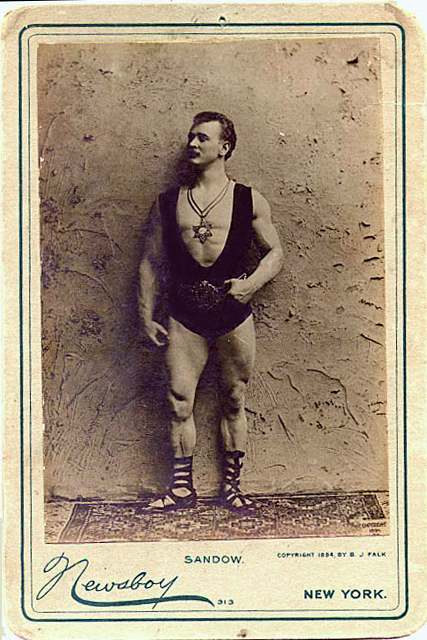
Sandow
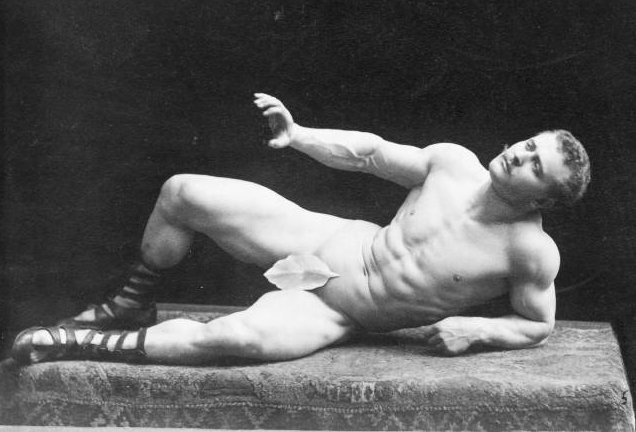
L'Ideal Grec: físic construït a les proporcions exactes de les escriptures romanes. En aquesta foto, Sandow representa el posat d'una estàtua romana.
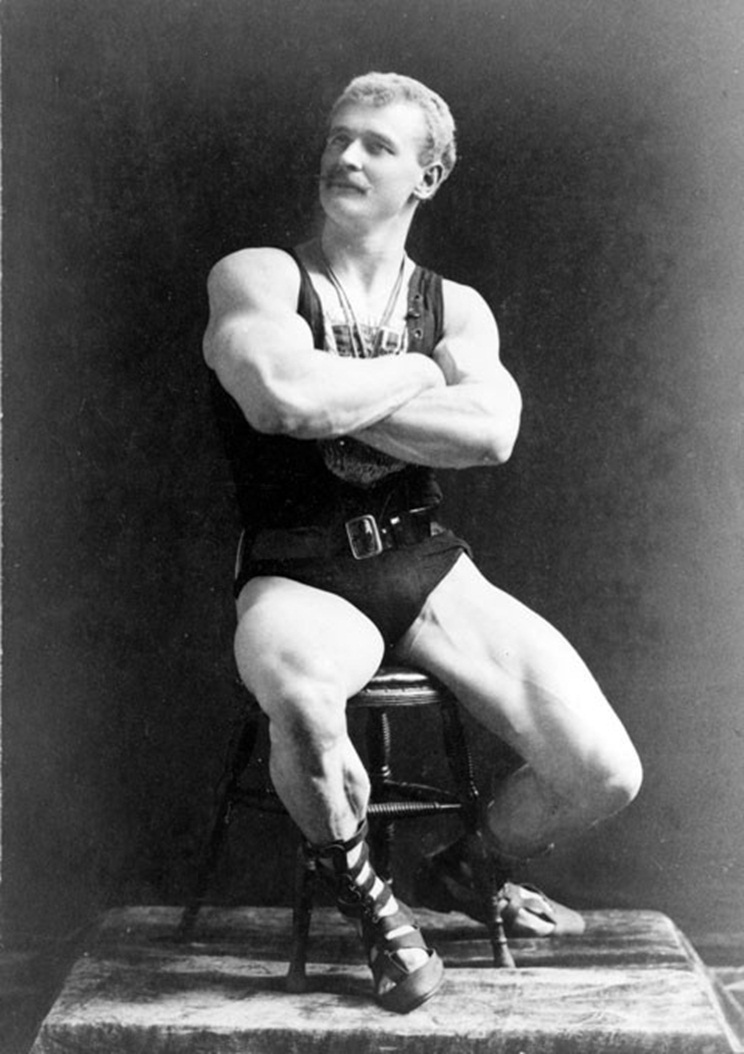
Sandow
- Sandow el 1894
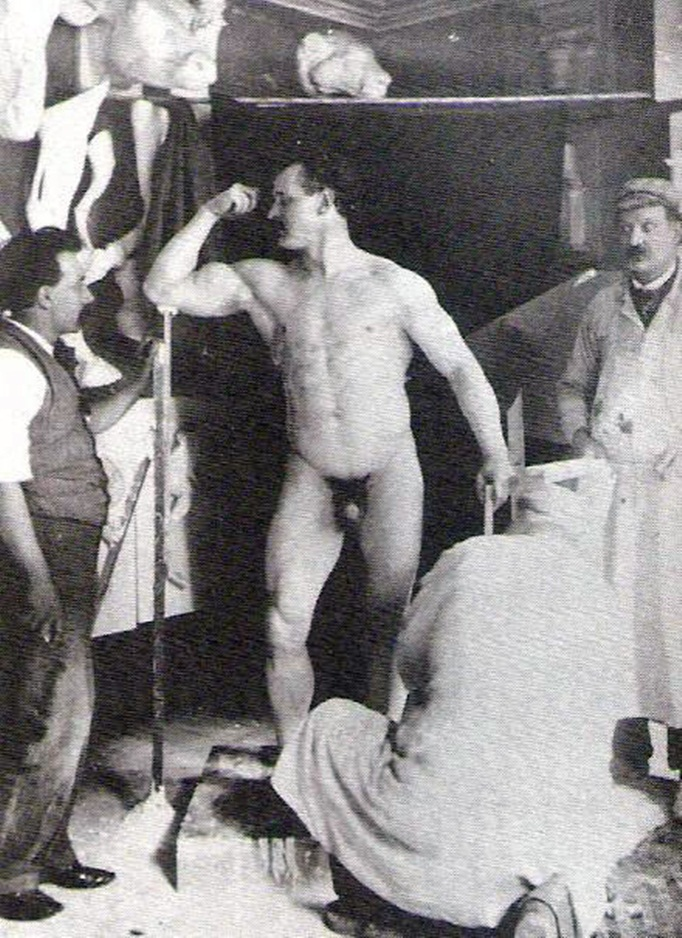
Aquesta fotografia sense signar (1895-1900) mostra Eugen Sandow (1867-1925) que es prepara per al modelat d'un motlle del seu cos, per a ser utilitzat com un model pels escultors i artistes.
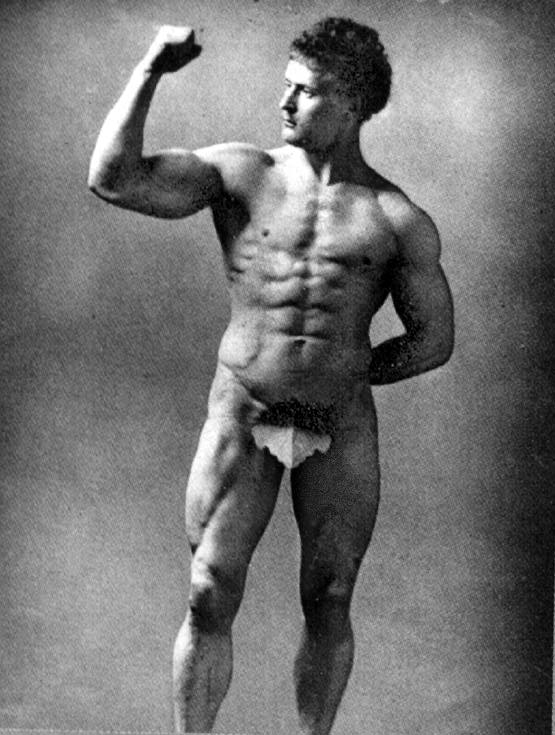
Sandow
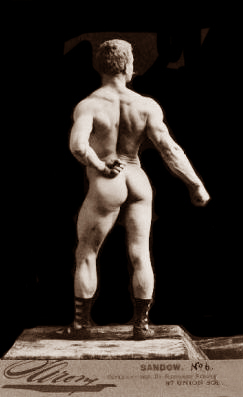
Sandow
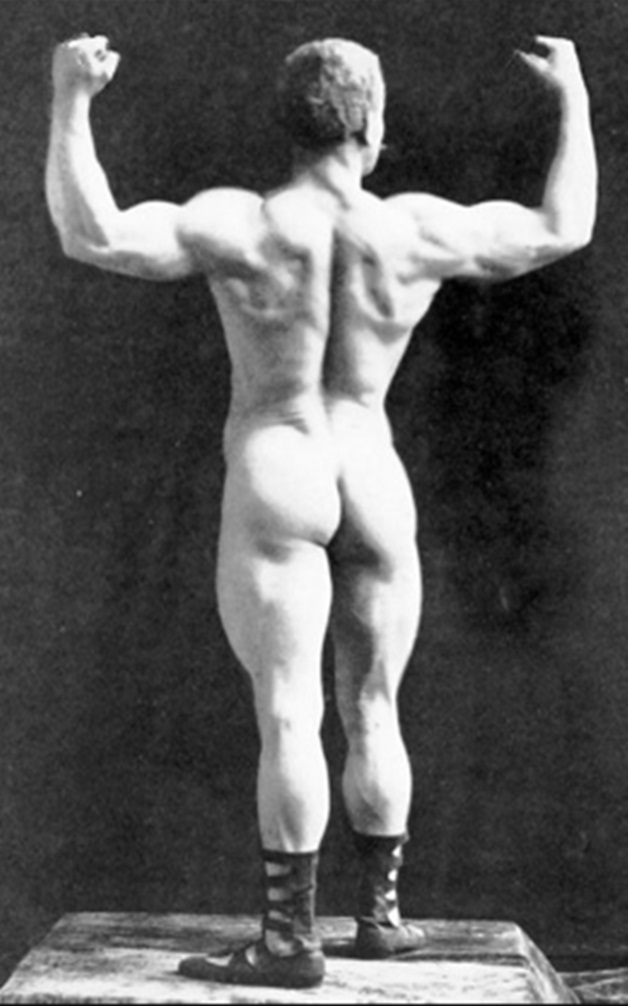
Sandow
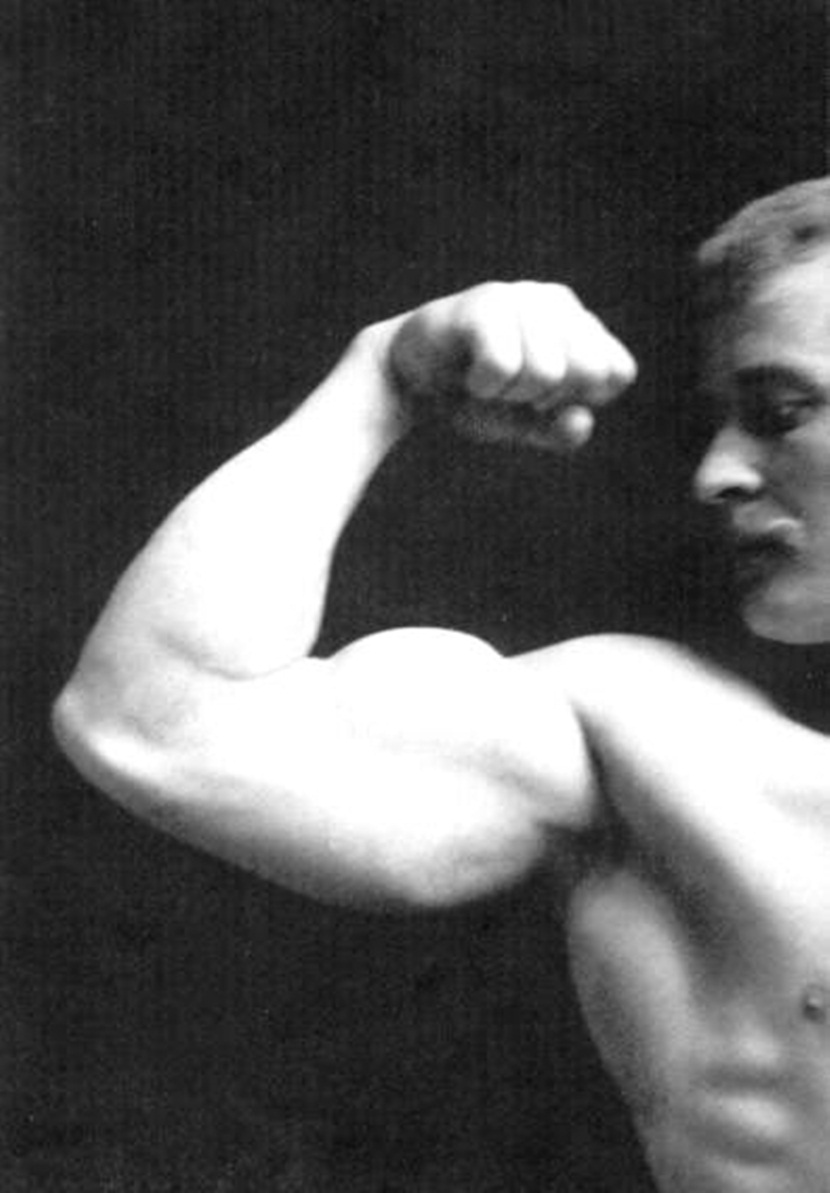
Sandow